# داویدوویزنا
داویدوویزنا (به لهستانی:  Dawidowizna) یک روستا در لهستان است که در گمینا گونگانز واقع شده‌است.